# Lucia Annunziata
Lucia Annunziata (Sarno, 8 agosto 1950) è una politica, giornalista, conduttrice televisiva e scrittrice italiana, presidente della Rai dal 13 marzo 2003 al 4 maggio 2004 e dal 16 luglio 2024 europarlamentare.

## Biografia
Nata a Sarno (Salerno), all'età di tredici anni si trasferisce con la famiglia a Salerno; frequenta il locale Liceo Tito Lucrezio Caro a Sarno per poi spostarsi successivamente al Liceo ginnasio Torquato Tasso di Salerno. Una volta diplomata, frequenta l'Università degli Studi di Napoli Federico II prima, ed in seguito l’Università degli Studi di Salerno, dove consegue la laurea in filosofia con una tesi sui contributi statali per il Sud e il movimento operaio. È stata insegnante presso le Scuole Medie di Teulada (Sardegna) dal 1972 al 1974.

### Attività giornalistica
Giornalista professionista dal 1976, corrispondente dagli Stati Uniti prima per Il manifesto e poi per La Repubblica, per cui segue dal 1981 al 1988 gli eventi nell'America centrale e latina: la rivoluzione sandinista in Nicaragua, la guerra civile salvadoregna, l'invasione dell'isola di Grenada da parte dagli Stati Uniti d'America, la caduta del regime haitiano di Baby Doc Duvalier e il terremoto in Messico del 1985.
Per La Repubblica diventa corrispondente dal Medioriente, con base a Gerusalemme. Passa al Corriere della Sera nel 1993 e torna in USA. Nel 1995 torna in Italia e approda alla televisione, su Rai 3, con il programma Linea tre. Dal 1996 al 1998 è direttrice del TG3. Nel 2000 fonda e dirige l'agenzia di stampa APBiscom, società che nasce dalla Associated Press ed Ebiscom. Il 13 marzo 2003 diventa Presidente della Rai, incarico che mantiene fino al 4 maggio 2004, data delle sue dimissioni. È stata la seconda donna presidente della Rai, dopo Letizia Moratti (nel 1994).
Nel 1993 le viene assegnata dalla Università di Harvard la borsa di studio "Nieman".

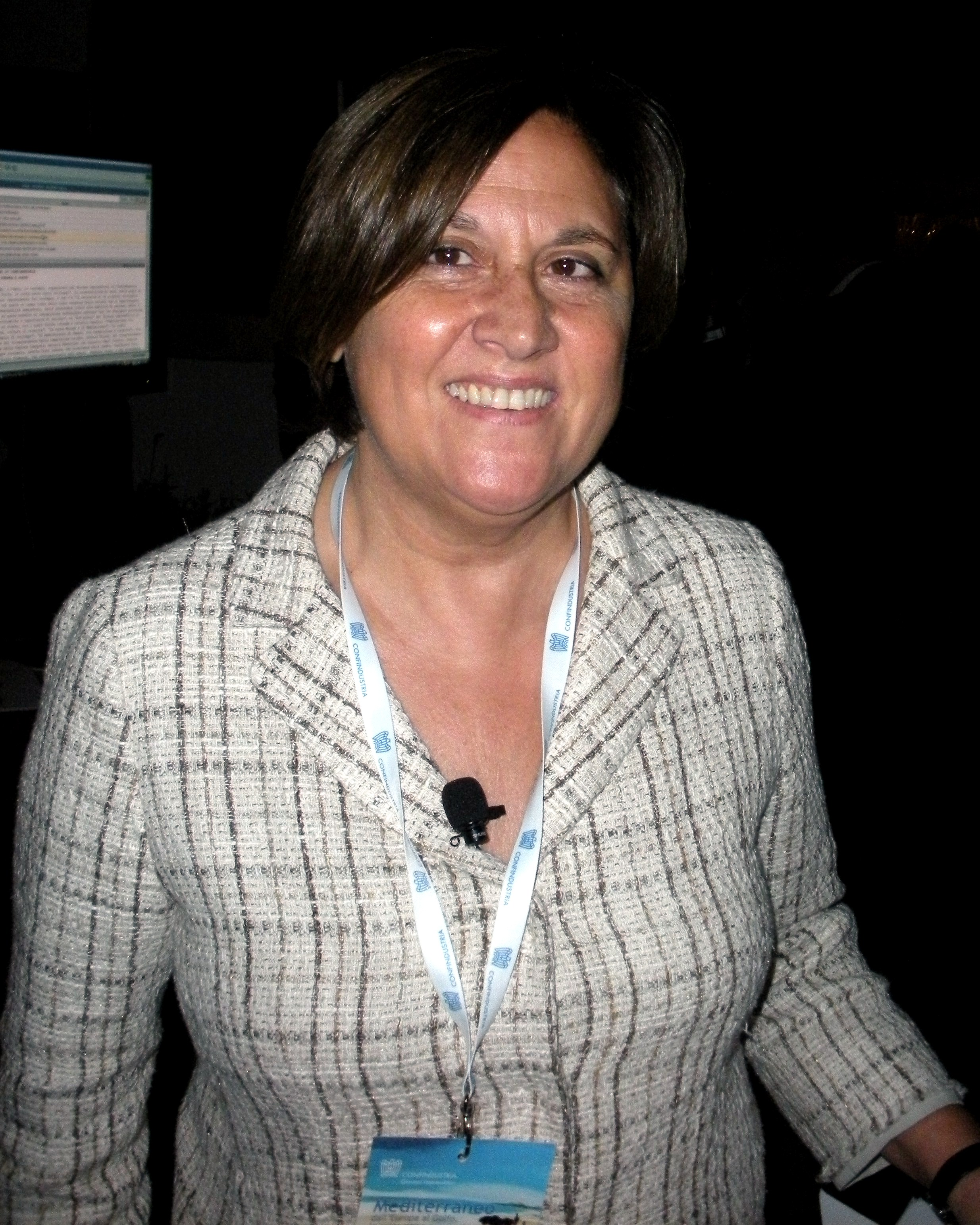
Annunziata nel 2012

Nel 2004 diventa editorialista de La Stampa, mentre l'anno dopo torna in Rai per condurre su Rai 3 il programma In mezz'ora, che va in onda nel primo pomeriggio della domenica e prevede l'intervista ad un personaggio pubblico per discutere dell'argomento che ha avuto maggior risalto nelle cronache durante la settimana; tale programma ha una versione prolungata titolata Mezz'ora in più.
È direttrice responsabile di Aspenia, la rivista di Aspen Institute Italia, dove è membro dell'esecutivo. Ha scritto i libri Bassa intensità (ed. Feltrinelli), sul Salvador; La crepa (ed. Rizzoli), sulla frana di Sarno nel 1998; No (ed. Donzelli), contro la seconda guerra in Iraq; 1977 (ed. Einaudi), sul movimento giovanile del 1977. Ha ricevuto vari premi giornalistici, tra cui il Premiolino (il più importante riconoscimento giornalistico italiano) e il Saint Vincent.
Il 13 marzo 2006, durante la campagna elettorale per le elezioni politiche del 2006, è protagonista a In mezz'ora di un diverbio con l'allora Presidente del Consiglio uscente Silvio Berlusconi, che causa l'abbandono della trasmissione da parte dell'allora premier.
Il 15 gennaio 2009 ha partecipato alla trasmissione AnnoZero polemizzando con il conduttore Michele Santoro, accusandolo di aver impostato una trasmissione troppo filo-palestinese; in seguito all'accesa discussione abbandona lo studio dopo essere stata apostrofata da Santoro che ha definito "fesserie" le sue critiche.
Dal 28 marzo 2011 conduce su Rai 3 la trasmissione Potere che si articola in 6 puntate della durata di un'ora. Il 23 febbraio 2012, durante la trasmissione su internet "Servizio Pubblico", condotta da Michele Santoro, Lucia Annunziata dichiara: "Adriano Celentano ha il diritto di dire quello che vuole e lo avrei difeso anche se avesse detto che i gay sono da mandare al campo di sterminio". Da settembre 2012 a gennaio 2020 è la direttrice de L'Huffington Post Italia (poi ribattezzato HuffPost Italia). Nel gennaio 2013 conduce il programma televisivo Leader, che viene chiuso dopo quattro puntate.
Nel 2014 le viene conferito presso la Camera dei deputati il Premio America della Fondazione Italia USA.
Nel 2018 ha conseguito, presso il Consolato Generale degli Stati Uniti d'America a Firenze, il Premio giornalistico Amerigo.
L'8 gennaio 2019 entra a far parte della trasmissione Tg Zero su Radio Capital ogni giorno dalle 18:00. Il 21 gennaio 2020 Annunziata lascia la direzione dell'HuffPost Italia e il gruppo GEDI, adducendo l'acquisto del gruppo da parte di Exor come motivazione.
Il 25 maggio 2023, dopo il primo pacchetto di nuove nomine deliberate dal CdA della Rai, si dimette dopo quasi 30 anni di lavoro attraverso l'invio di una e-mail all'amministratore delegato Roberto Sergio, nella quale criticava fortemente l'operato del governo Meloni sui contenuti e sui metodi attuati nei suoi confronti, specialmente nell'intervento e i cambiamenti all'interno della società televisiva di Stato.
Alcuni giorni dopo Michele Santoro, commentando la vicenda, ha ricordato che nel 2003 è stata presidente della Rai a seguito della rinuncia di Paolo Mieli; si è ribadito di far rientrare i giornalisti vittime dell'editto bulgaro, alludendo al fatto che, in precedenza, era stata resa la disponibilità ad una limitazione della libertà di espressione.
Dal 9 settembre 2023 conduce la trasmissione radiofonica settimanale Amici e Nemici: L'informazione della settimana, coadiuvata da Daniele Bellasio, sulle frequenze di Radio 24.

### Attività politica
In vista delle elezioni europee del 2024 viene annunciata, dalla segretaria del Partito Democratico Elly Schlein, la sua candidatura da indipendente al Parlamento europeo, tra le liste del Partito Democratico come capolista nella circoscrizione Italia meridionale, nonostante in precedenza avesse negato questa ipotesi in risposta alle dicerie del Corriere della Sera, risultando eletta europarlamentare con 244.174 preferenze, seconda della lista dietro ad Antonio Decaro (499.661). All'Europarlamento è membro della Commissione per gli affari esteri e della Delegazione per le relazioni con Israele, oltreché membro sostituto della Commissione per il commercio internazionale, della Commissione per la sicurezza e la difesa del Parlamento europeo e della Delegazione per le relazioni con gli Stati Uniti.

## Vita privata
Nel 1972 si è sposata con Attilio Wanderlingh, editore italo-olandese, da cui ha divorziato dopo due anni. Successivamente si è risposata con il giornalista statunitense Daniel Williams, ex corrispondente del Washington Post e attivista di Human Rights Watch, da cui ha una figlia: Antonia (1993). Si professa atea.

## Televisione
- Linea tre (Rai 3, 1995)
- TG3 (Rai 3, 1996-1998) direttrice
- In mezz'ora (Rai 3, 2005-2017)
- Potere (Rai 3, 2011)
- La crisi. In ½ h (Rai 3, 2011)
- Leader (Rai 3, 2013)
- Mezz'ora in più (Rai 3, 2017-2023)
- Mezz'ora in più - Il mondo che verrà (Rai 3, 2020-2023)
- E pluribus unum - Storia dei presidenti americani (Rai Storia, 2020)
- Speciale TG3 - Elezioni americane (Rai 3, 2020)
- Speciale TG3 - Il Presidente Joe (Rai 3, 2020)

## Controversie
Nel 2008 è al centro di una polemica relativa a dei compensi ricevuti dall'Eni ritenuti sproporzionati rispetto al lavoro svolto, tanto da insinuare dubbi sulla sua imparzialità. La polemica, lanciata da Beppe Grillo nel corso di un comizio a Piazza Armerina e proseguita sul web, ha per oggetto il compenso di 150.000 euro per quattro numeri della rivista internazionale Oil (pubblicazione trimestrale diffusa da Eni) ricevuti da Annunziata nel ruolo di coordinatrice e un altro compenso di 150.000 euro per la partecipazione alla stesura di un testo teatrale su Enrico Mattei, sempre finanziato da Eni. Annunziata si è difesa tramite un comunicato stampa annunciando querela nei confronti di Grillo e dichiarando altresì di non essere più coordinatrice della rivista Oil. Alcuni blogger hanno fatto notare inoltre la partecipazione della giornalista, in rappresentanza dell'Eni, al Congresso Mondiale dell'Energia del 2010 e il fatto che l'Huffington Post, rivista online della cui edizione italiana era all'epoca direttrice, veda tra i principali finanziatori l'Eni stessa, con circa 1 milione di dollari.
Nel 2013 in seguito alle polemiche per l'accusa di essere "impresentabili" rivolta da Annunziata al segretario del PdL Angelino Alfano durante la sua trasmissione In ½ h, il senatore PdL Nitto Palma ha ricordato come Annunziata abbia dovuto chiedere una sanatoria per un muro costruito accanto a una casa nel comune di Anacapri.
Nel 2022, in un collegamento di un'edizione straordinaria del TG3 dalla manifestazione contro l'aggressione all'Ucraina di fronte all'ambasciata russa in Italia, mentre il segretario del PD Enrico Letta esprimeva la "solidarietà alla comunità ucraina in Italia fatta di centinaia di migliaia di persone", Annunziata commenta dicendo "centinaia di migliaia di cameriere e badanti", a cui Antonio Di Bella aggiunge "e amanti".
A marzo 2023 subisce un esposto Agcom a seguito del linguaggio usato contro la ministra Eugenia Roccella.

## Opere
- Lavorare stanca. [Movimento giovanile, lavoro, non lavoro], con Roberto Moscati, Roma, Savelli, 1978.
- Bassa intensità, Prefazione di Furio Colombo, Milano, Feltrinelli, 1990, ISBN 88-07-42059-7.
- Geografia dei continenti extraeuropei, con Francesca Carpanelli, Enrico Deaglio, Marcella Emiliani, Lisa Foa, Maura Gubellini, Cinzia Gurioli, Francesca Sofri, Gianni Sofri e Elena Tripodi, Bologna, Zanichelli, 1994. ISBN 88-08-09980-6.
- Percorsi di geografia, con Francesca Carpanelli, Enrico Deaglio, Marcella Emiliani, Lisa Foa, Maura Gubellini, Cinzia Gurioli, Francesca Sofri, Gianni Sofri, Elena Tripodi, Bologna, Zanichelli, 1995. ISBN 88-08-07940-6; 2009. ISBN 978-88-08-25516-7.
- Si può!, con Gad Lerner, Barbara Palombelli, Oreste Pivetta e Gianni Riotta, Roma, E/O, 1996. ISBN 88-7641-280-8.
- La crepa, Milano, Rizzoli, 1998, ISBN 88-17-68036-2.
- Dall'Italia ai continenti extraeuropei, con Francesca Carpanelli, Enrico Deaglio, Marcella Emiliani, Lisa Foa, Maura Gubellini, Cinzia Gurioli, Francesca Sofri, Gianni Sofri, Elena Tripodi, Bologna, Zanichelli, 1998. ISBN 88-08-17622-3; 2000. ISBN 88-08-02645-0; 2002. ISBN 88-08-05049-1; 2009. ISBN 978-88-08-14646-5.
- Guerra e politica. Ripensare l'economia e gli equilibri globali, con Tito Boeri, Mario Calvo-Platero e Luca Paolazzi, Milano, Il Sole 24 ORE, 2002. ISBN 88-8363-303-2.
- No. La seconda guerra irachena e i dubbi dell'Occidente, Roma, Donzelli, 2002. ISBN 88-7989-746-2.
- La sinistra, l'America, la guerra, Milano, Mondadori, 2005. ISBN 88-04-54661-1.
- 1977. L'ultima foto di famiglia, Torino, Einaudi, 2007. ISBN 978-88-06-18623-4.
- Terre, popoli, culture, con Francesca Carpanelli, Enrico Deaglio, Marcella Emiliani, Lisa Foa, Maura Gubellini, Cinzia Gurioli, Francesca Sofri, Gianni Sofri, Elena Tripodi, 3 voll., Bologna, Zanichelli, 2008. ISBN 978-88-08-16608-1; ISBN 978-88-08-21928-2; ISBN 978-88-08-12977-2.
- Il potere in Italia, Venezia, Marsilio, 2011. ISBN 978-88-317-0733-6.
- L'Italia post-populista, con Ilvo Diamanti, Stefano Rodotà e Gustavo Zagrebelsky, Roma, la Repubblica, 2013.
- L'Inquilino, Milano, Feltrinelli, 2022. ISBN 9788807493478.